# 1989–1990-es UEFA-kupa
Az 1989–1990-es UEFA-kupa a verseny 19. szezonja. A kupát a Juventus nyerte, akik a Fiorentina csapatát győzték le a kétmérkőzéses döntőben 3–1-es összesítéssel. Ez volt az első döntő az UEFA kiírások történetében, amit két olasz csapat játszott, és a harmadik, amin két ugyanolyan nemzetiségű csapat vett részt (abban az évben a BEK-et az AC Milan, a KEK-et az UC Sampdoria nyerte, így mind a három európai kupasorozat győztese olasz klub lett).

## Selejtezőkör
| 1. csapat  | Össz. | 2. csapat     | 1. mérk. | 2. mérk. |
| ---------- | ----- | ------------- | -------- | -------- |
| AJ Auxerre | 3–2   | Dinamo Zagreb | 0–1      | 3–1      |

## Első kör
| 1. csapat                  | Össz.    | 2. csapat           | 1. mérk. | 2. mérk. |
| -------------------------- | -------- | ------------------- | -------- | -------- |
| FK Austria Wien            | 2–1      | AFC Ajax            | 1–0      | 1–1 (hu) |
| Vitosa Szófia              | 3–4      | R. Antwerp FC       | 0–0      | 3–4      |
| Apollon Limassol           | 1–4      | Real Zaragoza       | 0–3      | 1–1      |
| Aberdeen FC                | 2–2 (ig) | SK Rapid Wien       | 2–1      | 0–1      |
| Hibernian FC               | 4–0      | Videoton SC         | 1–0      | 3–0      |
| Atlético Madrid            | 1–1 (bp) | ACF Fiorentina      | 1–0      | 0–1      |
| Valencia CF                | 4–2      | Victoria Bucureşti  | 3–1      | 1–1      |
| Kuusysi Lahti              | 2–3      | Paris Saint-Germain | 0–0      | 2–3      |
| RoPS                       | 2–1      | GKS Katowice        | 1–1      | 1–0      |
| AJ Auxerre                 | 8–0      | KS Apolonia Fier    | 5–0      | 3–0      |
| FC Sochaux-Montbeliard     | 12–0     | Jeunesse Esch       | 7–0      | 5–0      |
| Iraklis                    | 1–2      | FC Sion             | 1–0      | 0–2      |
| Glentoran FC               | 1–5      | Dundee United FC    | 1–3      | 0–2      |
| IA                         | 1–6      | RFC de Liège        | 0–2      | 1–4      |
| Atalanta BC                | 0–2      | FK Szpartak Moszkva | 0–0      | 0–2      |
| Valletta                   | 1–7      | First Vienna FC     | 1–4      | 0–3      |
| Lillestrøm SK              | 1–5      | Werder Bremen       | 1–3      | 0–2      |
| FC Twente                  | 1–4      | Club Brugge         | 0–0      | 1–4      |
| Górnik Zabrze              | 2–5      | Juventus FC         | 0–1      | 2–4      |
| Sporting Clube de Portugal | 0–0 (bp) | SSC Napoli          | 0–0      | 0–0      |
| FC Porto                   | 4–1      | Flacăra Moreni      | 2–0      | 2–1      |
| 1. FC Köln                 | 5–1      | FC Nitra            | 4–1      | 1–0      |
| VfB Stuttgart              | 3–2      | Feyenoord Rotterdam | 2–0      | 1–2      |
| Örgryte IS                 | 2–7      | Hamburger SV        | 1–2      | 1–5      |
| FC Wettingen               | 5–0      | Dundalk FC          | 3–0      | 2–0      |
| Galatasaray                | 1–3      | FK Crvena Zvezda    | 1–1      | 0–2      |
| Gyinamo Kijev              | 6–1      | MTK-VM              | 4–0      | 2–1      |
| FK Zenyit Lenyingrad       | 3–1      | Næstved BK          | 3–1      | 0–0      |
| Žalgiris                   | 2–1      | IFK Göteborg        | 2–0      | 0–1      |
| FK Rad                     | 2–3      | Olimbiakósz         | 2–1      | 0–2      |
| FC Karl-Marx-Stadt         | 3–2      | Boavista FC         | 1–0      | 2–2 (hu) |
| FC Hansa Rostock           | 2–7      | FC Baník Ostrava    | 2–3      | 0–4      |

## Második kör
| 1. csapat            | Össz.    | 2. csapat              | 1. mérk. | 2. mérk. |
| -------------------- | -------- | ---------------------- | -------- | -------- |
| First Vienna FC      | 3–3 (ig) | Olimbiakósz            | 2–2      | 1–1      |
| R. Antwerp FC        | 6–3      | Dundee United FC       | 4–0      | 2–3      |
| Club Brugge          | 4–6      | SK Rapid Wien          | 1–2      | 3–4      |
| Hibernian FC         | 0–1      | RFC de Liège           | 0–0      | 0–1 (hu) |
| Real Zaragoza        | 1–2      | Hamburger SV           | 1–0      | 0–2 (hu) |
| RoPS                 | 0–8      | AJ Auxerre             | 0–5      | 0–3      |
| Paris Saint-Germain  | 1–3      | Juventus FC            | 0–1      | 1–2      |
| ACF Fiorentina       | 1–1 (ig) | FC Sochaux-Montbéliard | 0–0      | 1–1      |
| FC Porto             | 5–4      | Valencia CF            | 3–1      | 2–3      |
| Werder Bremen        | 5–2      | FK Austria Wien        | 5–0      | 0–2      |
| 1. FC Köln           | 3–1      | FK Szpartak Moszkva    | 3–1      | 0–0      |
| FC Sion              | 3–5      | FC Karl-Marx-Stadt     | 2–1      | 1–4      |
| FC Wettingen         | 1–2      | SSC Napoli             | 0–0      | 1–2      |
| Gyinamo Kijev        | 4–1      | FC Baník Ostrava       | 3–0      | 1–1      |
| FK Zenyit Lenyingrad | 0–6      | VfB Stuttgart          | 0–1      | 0–5      |
| Crvena zvezda        | 5–1      | Žalgiris               | 4–1      | 1–0      |

## Harmadik kör
| 1. csapat        | Össz.    | 2. csapat          | 1. mérk. | 2. mérk. |
| ---------------- | -------- | ------------------ | -------- | -------- |
| SK Rapid Wien    | 2–3      | RFC de Liège       | 1–0      | 1–3      |
| R. Antwerp FC    | 2–1      | VfB Stuttgart      | 1–0      | 1–1      |
| Olimbiakósz      | 1–1 (ig) | AJ Auxerre         | 1–1      | 0–0      |
| ACF Fiorentina   | 1–0      | Gyinamo Kijev      | 1–0      | 0–0      |
| SSC Napoli       | 3–8      | Werder Bremen      | 2–3      | 1–5      |
| Juventus FC      | 3–1      | FC Karl-Marx-Stadt | 2–1      | 1–0      |
| Hamburger SV     | 2–2 (ig) | FC Porto           | 1–0      | 1–2      |
| FK Crvena Zvezda | 2–3      | 1. FC Köln         | 2–0      | 0–3      |

## Negyeddöntő
| 1. csapat      | Össz. | 2. csapat     | 1. mérk. | 2. mérk. |
| -------------- | ----- | ------------- | -------- | -------- |
| RFC de Liège   | 3–4   | Werder Bremen | 1–4      | 2–0      |
| ACF Fiorentina | 2–0   | AJ Auxerre    | 1–0      | 1–0      |
| 1. FC Köln     | 2–0   | R. Antwerp FC | 2–0      | 0–0      |
| Hamburger SV   | 2–3   | Juventus FC   | 0–2      | 2–1      |

## Elődöntő
| 1. csapat     | Össz.    | 2. csapat      | 1. mérk. | 2. mérk. |
| ------------- | -------- | -------------- | -------- | -------- |
| Juventus FC   | 3–2      | 1. FC Köln     | 3–2      | 0–0      |
| Werder Bremen | 1–1 (ig) | ACF Fiorentina | 1–1      | 0–0      |

## Döntő
| 1. csapat   | Össz. | 2. csapat     | 1. mérk. | 2. mérk. |
| ----------- | ----- | ------------- | -------- | -------- |
| Juventus FC | 3–1   | AC Fiorentina | 3–1      | 0–0      |

## Lásd még
- 1989–1990-es bajnokcsapatok Európa-kupája

## Külső hivatkozások
- Hivatalos oldal
- Eredmények az RSSSF.com-on